# Темиргалиев, Радик Джексенбекович
Ради́к Дже́ксенбекович Темиргали́ев (каз. Радик Жексенбекұлы Темірғалиев; род. 4 июня 1978, Темиртау, Карагандинская область) — казахстанский историк и публицист, главный эксперт Института мировой экономики и политики при Фонде первого президента Казахстана, автор нескольких трудов об истории Казахстана от периода Золотой Орды и до XX века.

## Биография
Окончил Карагандинский государственный университет имени Е. А. Букетова.
В 1998—2011 годах работал в организациях города Караганды. Находился на творческой работе, публиковался в республиканских СМИ.
В 2011—2013 годах являлся исполнительным директором Центрально-Казахстанского регионального филиала Научно-образовательного фонда «Аспандау».
В 2013—2015 годах являлся заместителем директора Института истории государства Комитета науки Министерства образования и науки Казахстана.
В 2015—2017 годах являлся учёным секретарём и директором департамента контрактных исследований Института евразийской интеграции.

## Книги
- Темиргалиев Р., Ак Орда. История Казахского ханства., Алматы, 2012.
- Темиргалиев Р., Казахи и Россия., Алматы, 2013.
- Темиргалиев Р., Казахи. Путь предков., Алматы, 2017.
- Темиргалиев Р., Эпоха последних батыров., Алматы, 2019.
- Темиргалиев Р., Тамга. История казахских племен., Алматы, 2023.